# 퀘벡 축구 국가대표팀
퀘벡 축구 국가대표팀은 캐나다의 퀘벡주를 대표하는 축구팀이다. 이 팀은 FIFA 및 북중미카리브 축구 연맹 회원국이 아니기 때문에 FIFA 월드컵 및 CONCACAF 골드컵에는 참가하지 않으며 독립 축구 협회 연맹에서 주관하는 대회에만 참가할 수 있다. 최근 참가한 국제 대회로는 2013년 국제 인간·문화·부족 축구 대회로 이 대회에서 3위를 기록한 바가 있다.